# Amphiliidae
Los anfílidos (Amphiliidae) son una familia está constituida por peces actinopterigios de agua dulce y del orden de los siluriformes.

## Morfología
- La especie más gorda logra los 18 cm de longitud total, pero la mayoría no rebasa los 12.
- Tienen 3 pares de barbas sensoriales.

## Distribución geográfica
Se encuentra en ríos del África tropical.